# Kollersried
Kollersried ist ein Dorf in der Stadtgemeinde Hemau im Landkreis Regensburg in Bayern. Es war bis 1972 Sitz der gleichnamigen Gemeinde.

## Geschichte
Kollersried (damals auch Choserochesriuth oder Koserokesriuth geschrieben) war im 12. Jahrhundert im Besitz des Klosters Prüfening, das diesen Ort um 1138 von  Bischof Otto vom Bistum Bamberg erhalten hatte. Kollersried wurde in der Folge eine nichtgeistliche Hofmark mit häufig wechselnden Besitzern. Die politische Gemeinde Kollersried entstand mit dem bayerischen Gemeindeedikt von 1818, in dem allerdings ein Patrimonialgericht II. Klasse eingerichtet wurde. Die letzten Reste der Adelsherrschaft wurden mit der Revolution 1848 aufgehoben. Die Gemeinde Kollersried gehörte von 1862 bis 1879 zum Bezirksamt Hemau und ab 1880 zum Bezirksamt bzw. Landkreis Parsberg. Im Rahmen der Gebietsreform in Bayern wurde Kollersried zum 1. Januar 1972 nach Hemau eingemeindet.

## Sehenswürdigkeiten
In der Liste der Baudenkmäler werden die katholische Filialkirche St. Jakobus d. Ä. und das Schloss Kollersried aufgeführt.